# Tamara Wiktorowna Dronowa
Tamara Wiktorowna Dronowa (russisch Тамара Викторовна Дронова, englische Transkription Tamara Dronova; * 13. August 1993 in Krasnosawodsk als Tamara Wiktorowna Balabolina) ist eine russische Radrennfahrerin, die auf der Bahn und auf der Straße aktiv ist.

## Sportlicher Werdegang
Ihre sportliche Karriere begann Dronowa auf der Bahn im Ausdauerbereich. Als Juniorin und in der U23 wurde sie Europameisterin in der Mannschaftsverfolgung, im Omnium und im Scratch. In der Elite wurde gewann sie mit der russischen Mannschaft die Silbermedaille in der Mannschaftsverfolgung bei den Bahnradsport-Europameisterschaften 2014 und 2015, bei Weltmeisterschaften blieb sie bei mehreren Teilnahmen bis 2020 ohne Medaillen. Bei den Europaspielen 2019 wurde sie Dritte in der Einerverfolgung. Zudem ist sie mehrfache nationale Meisterin auf der Bahn.
Bis 2020 trat Dronowa auf der Straße international nicht in Erscheinung. 2020 nahm sie mit der Nationalmannschaft an mehreren Straßenradrennen in der Türkei teil und konnte eines der Rennen gewinnen. Daraufhin wurde sie zur Saison 2021 Mitglied im zum damaligen Zeitpunkt russischen UCI Women’s Team Cogeas Mettler Pro Cycling Team. Bei den Olympischen Sommerspielen in Tokio startete sie im Straßenrennen und belegte den 39. Platz.
Da ihr Team 2022 in der Schweiz lizenziert wurde, war sie von der Sperrung russischer Teams in Folge des russischen Überfalls auf die Ukraine nicht betroffen. 2022 blieb sie international zwar ohne Sieg, war aber die bestplatzierte Fahrerin ihres Teams in der Weltrangliste. Bei den nationalen Titelkämpfen wurde sie russische Meisterin im Straßenrennen und Einzelzeitfahren, beide Titel verteidigte sie 2023 erfolgreich. Die Vuelta Ciclista Andalucia Ruta Del Sol 2023 war mit zwei Etappenerfolgen und Platz drei in der Gesamtwertung ihr bisher erfolgreichster internationaler Renneinsatz.
2024 wurde Dronowa vom IOC für den Start an den Olympischen Spielen in Paris unter neutraler Flagge zugelassen, wo sie im Einzelzeitfahren den 21. Platz und im Straßenrennen den 47. Platz belegte.

## Erfolge

### Bahn
2011
- Junioren-Europameisterin – Mannschaftsverfolgung (mit Anastassija Woinowa)
- Junioren-Europameisterschaften – Sprint

2012
- U23-Europameisterin – Omnium

2013
- Russische Meisterin – Mannschaftsverfolgung (mit Alexandra Tschekina, Alexandra Gontscharowa und Maria Sawitskaja)

2014
- Europameisterschaften – Mannschaftsverfolgung (mit Irina Molischewa, Alexandra Gontscharowa und Jewgenija Romanjuta)
- U23-Europameisterin – Omnium, Scratch und Mannschaftsverfolgung (mit Alexandra Tschekina, Alexandra Gontscharowa und Gulnas Badykowa)

2015
- Europameisterschaften – Mannschaftsverfolgung (mit Gulnas Badykowa, Alexandra Tschekina, Maria Sawitskaja und Alexandra Gontscharowa)
- U23-Europameisterschaften – Omnium
- U23-Europameisterschaften – Mannschaftsverfolgung (mit Gulnas Badykowa, Alexandra Tschekina und Natalja Moscharowa)

2019
- Europaspiele – Einerverfolgung
- Russische Meisterin – Mannschaftsverfolgung (mit Alexandra Gontscharowa, Daria Malkowa und Maria Rostovtseva)
- Russische Meisterin – Madison (mit Diana Klimowa)

2020
- Russische Meisterin – Einerverfolgung

### Straße
2020
- Grand Prix Central Anatolia WE

2021
- Grand Prix Erciyes
- Russische Meisterin – Einzelzeitfahren

2022
- Russische Meisterin – Straßenrennen und Einzelzeitfahren

2023
- Russische Meisterin – Straßenrennen und Einzelzeitfahren
- zwei Etappen und Punktewertung Vuelta Ciclista Andalucia Ruta Del Sol

2024
- zwei Etappen Vuelta Ciclista Femenina a el Salvador
- Russische Meisterin – Straßenrennen und Einzelzeitfahren[2]

2025
- Prolog Tour El Salvador